# Rodrigo García
För den argentinsk-spanske dramatikern och teaterregissören, se Rodrigo García (dramatiker).
Rodrigo García Barcha, född 24 augusti 1959 i Bogotá, är en colombiansk-amerikansk filmregissör, manusförfattare och filmproducent. Han har jobbat med såväl film- som TV-produktioner. García skrev, regisserade och producerade TV-serien In Treatment som sändes i tre säsonger på TV-kanalen HBO mellan 2008 och 2010. Han är son till författaren och nobelpristagaren Gabriel García Márquez.

## Filmografi (i urval)
- 2000 – Things You Can Tell Just by Looking at Her
- 2001–2005 – Six Feet Under (TV-serie) (5 avsnitt)
- 2003–2005 – Carnivàle (TV-serie) (5 avsnitt)
- 2005 – Nio liv
- 2008–2010 – In Treatment (TV-serie)
- 2008 – Passengers
- 2009 – Mother and Child
- 2011 – Albert Nobbs
- 2015 – Last Days in the Desert